# Василишин, Михаил Иванович (Герой Украины)
Михаи́л Ива́нович Васили́шин (27 марта 1910, с. Спас — 20 марта 1945, близ Ключборка) — воин-пулемётчик Великой Отечественной войны, гвардии красноармеец 5-й гвардейской армии, Герой Украины (2006, посмертно).

## Биография
Родился в зажиточной крестьянской семье. Работал в родном селе. В 1938—1939 годах проходил службу в Войске польском.
28 августа 1944 года, после освобождения Галичины, был мобилизован в ряды Красной Армии.
23 января 1945 года во время форсирования реки Одер вблизи населённого пункта Дьоберн (Добжень-Вельки, в 5 км северо-западнее от польского города Ополе) — пулемётчик 175-го гвардейского стрелкового Виленского полка 58-й гвардейской стрелковой дивизии 5-й гвардейской армии 1-го Украинского фронта — гвардии красноармеец Василишин одним из первых переправился на левый берег с пулемётом, закрепился на умело выбранной позиции и шквальным огнём отбил фашистскую контратаку. Это дало возможность переправиться другим группам советских бойцов на противоположный берег реки и окончательно отбить контратаку немцев. Затем немцев выбили из села, завоевав плацдарм на левом берегу Одера. Огнём своего пулемёта в этом бою Михаил Василишин уничтожил большое количество фашистских солдат. За этот подвиг Василишина командир полка направил высшему командованию наградное письмо.
19 марта 1945 года, в одном из дальнейших боёв Михаил Василишин получил тяжёлое ранение и 20 марта умер в госпитале. Похоронен на войсковом кладбище в польском городе Ключборк в могиле № 152.

### Казус с присвоением звания Героя Советского Союза
За героический поступок при форсировании реки Одер в январе 1945 года Михаил Иванович Василишин был представлен к званию Героя Советского Союза. Но по ошибке, из-за биографической путаницы, его награда досталась другому Михаилу Ивановичу Василишину, уроженцу галицкого села Чёрный Поток Станиславовского воеводства, служившему в том же самом полку, что и Михаил Василишин из Спаса. Известно это стало лишь в 1984 году, и с тех пор родственники Михаила Василишина пытались исправить ошибку.
3 мая 2006 года Указом Президента Украины № 335/2006 Михаилу Ивановичу Василишину посмертно было присвоено звание Героя Украины с вручением ордена «Золотая Звезда».

## Семья
- Жена — Павлина Петровна.
- Дети — дочь Мария, сыновья Пётр и Николай.

## Награды
- Герой Украины (с вручением ордена «Золотая Звезда»; 3 мая 2006 года, посмертно)[4] — за личную отвагу и героизм, проявленные во время форсирования р. Одер в Висло-Одерской операции Великой Отечественной войны 1941—1945 годов.